# Ammothea armentis
Ammothea armentis là một loài nhện biển trong họ Ammotheidae. Loài này thuộc chi Ammothea. Ammothea armentis được miêu tả khoa học năm 1994 bởi Child.